# Veternica
Veternica (v srbské cyrilici Ветерница) je řeka v jižním Srbsku, jižní přítok řeky Južna Morava, do níž se vlévá cca 10 km od Leskovace. Je dlouhá 75 km, její povodí má rozlohu 515 km². Teče severo-jižním směrem; pramení v hornaté krajině východně od hranice s Kosovem a postupně stéká do široké kotliny řeky Jižní Moravy. Její průtok je v průběhu roku velmi proměnlivý. Na jaře a na podzim je značný, v létě řeka téměř vysychá. Do regulace jejího koryta v Leskovaci byla důvodem řady povodní, které postihovaly toto město, např. v roce 1948, kdy zaplavila okolo čtyř pětin Leskovace. Největším přítokem Veternice je říčka Vučjanka. U obce Kaluđerce je říčka přehrazená a nachází se zde umělé jezero Barje